# سندرم کمپارتمان
سندرم کمپارتمان(به انگلیسی: Compartment Syndrome) که در اندام فوقانی بنام ایسکمی ولکمن نیز شناخته می‌شود، در پزشکی (ارتوپدی) حالتی است که در آن بر اثر بالا رفتن فشار بافتی در هریک از اندام، درد در آن به وجود آمده و پی‌آمد این افزایش فشار، کاهش جریان خون در بافت و کاهش در میزان اکسیژن در عضله و عصب می‌شود. این وضعیت بیشتر در ترومای اندام ایجاد شده و در صورت درمان نشدن موجب آسیب‌های همیشگی از جمله نکروز و از دست رفتن اندام می‌گردد. سندرم کمپارتمان (کمپارتمنت) از عوارض آسیب‌های عروقی در شکستگی شمرده می‌شود.
ایسکمی به معنی کاهش خونرسانی است و ریچارد ولکمن نام پزشک آلمانی است که اولین بار این وضعیت را توضیح داده است.

## انواع
این نشانگان در اندامی (اعضاء) چون دست و پا، بر دو نوع حاد و مزمن بوده که در نوع حاد، عامل ایجاد تروما و شکستگی و همچنین فشار مداوم گچ شکسته‌بندی بر روی موضع اندام است. در نوع مزمن حرکات تکرارشونده پرفشار که بیشتر در ورزشکاران دیده می‌شود باعث ایجاد تورم در کمپارتمان‌های ماهیچه‌ای (حجره‌ها) شده و به‌دنبال آن آسیب‌های موقت و گاه دائمی به پی‌ها (اعصاب) و ماهیچه (عضله) وارد می‌گردد. در انواع دیگر فشارهای مداوم درون‌اندامی مانند افزایش حاد و پیشرونده فشار داخل شکمی بر ارگان‌های مهم همچون جگر (کبد) و کلیه باعث سندرم کمپارتمان شکمی می‌شود.

## سبب‌شناسی
اتیولوژی این سندروم شامل هرنوع فشار وارد شده بر کمپارتمان (بخش) ماهیچه‌ای است. از آنجا که بافت همبند به دیگر بافت‌های حمایت‌شونده چسبیده‌‌، هرگونه وجود خون یا تورم درون‌بافتی فشاری غیرقابل تحمل برای بافت محصور دربردارد. مهم‌ترین سبب ایجاد سندرم کمپارتمان عبارتند از:
- انواع شکستگی
- کوبیدگی و له‌شدگی ماهیچه به‌دنبال ترومای عضله یا ماندن زیر آوار
- مصرف مداوم کورتیکواستروئید[۶]
- فشار ناشی از باند یا گچ شکسته‌بندی دور اندام

## علائم و نشانه‌ها
علامت ویژه در سندرم کمپارتمان، وجود درد است. هرچند شکستگی یا آسیب بافتی دردناک است اما درد سندرم کمپارتمان ویژگی‌هایی دارد که با درد شکستگی یا آسیب بافتی متفاوت است:
- شدت درد بیش از حد انتظار برای آسیب وارد شده یا شکستگی است.
- شدت درد با گذشت زمان بیشتر می‌شود
- درد در تمام طول اندام و نه در محدوده تروما و شکستگی احساس می‌شود
- درد نامشخص و منتشر شونده است.
- درد با مسکن‌های غیر استروئیدی کم نمی‌شود
- درد در ساق پا با حرکت مچ پا شدیدتر می‌شود
- درد در انقباض فعال کمپارتمان و کشیدگی غیرفعال

علاوه بر درد بی‌حسی و رنگ پریدگی و در مراحل آخر فلج و نبود نبض شریانی دیده می‌شود.

## محل درگیری
شایعترین محل ایجاد سندرم کمپارتمان در سطح فلکسور اندام فوقانی می‌باشد و درگیری کمپارتمان اکستانسور، به صورت همزمان رخ می‌دهد. در کل درگیری ایزوله کمپارتمان اکستانسور ساعد و عضله درون‌گردان ترس بسیار نادر می‌باشد.

## درمان
لازم است رفع فشار و فاشیوتومی اندام فوراً انجام شود. در بیشتر موارد عارضه شکستگی استخوان بازو در ناحیه کندیل‌ها یا شکستگی استخوان‌های ساعد می‌باشد. در صورت تأخیر در درمان خون کافی به اندام نمی‌رسد. این وضعیت اگر به نکروز و قطع اندام نینجامد بعدها عضلات اندام فیبروز و تغییر شکل می‌دهند و نتیجه آن تغییر شکلی در اندام است که به آن کنتراکچر ولکمن می‌گویند.